# Kernkraftwerk Neckarwestheim

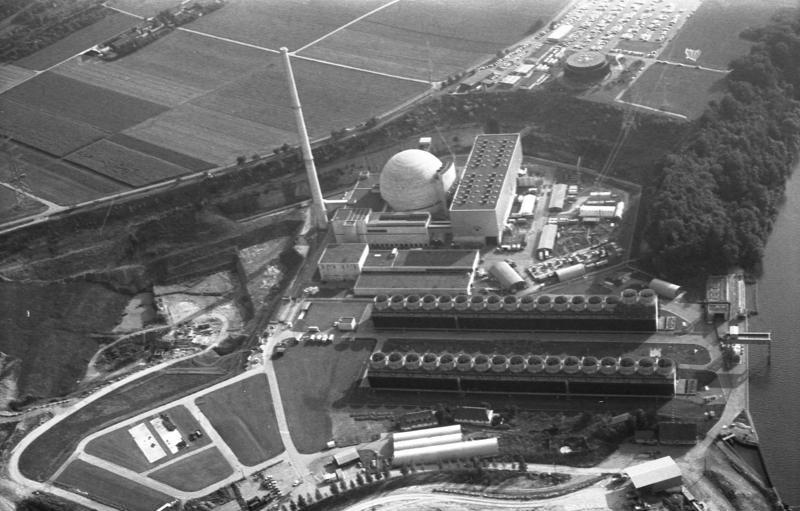
Das Kernkraftwerk Neckarwestheim vor dem Bau von Block II aus der Luft von Norden (1979)

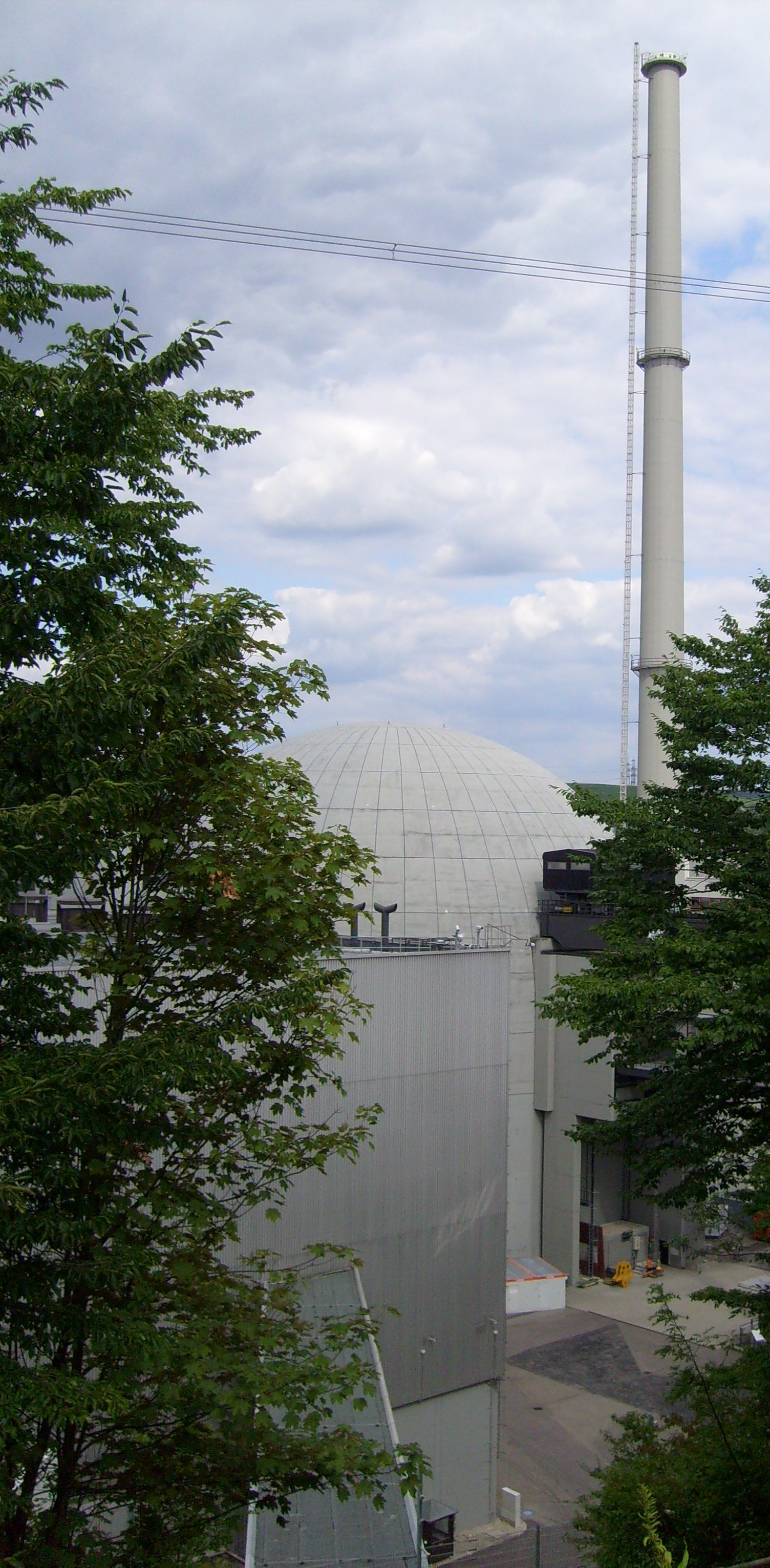
Block I mit Maschinenhaus (links) und Abluftkamin

Das Kernkraftwerk Neckarwestheim (Gemeinschaftskernkraftwerk Neckar, GKN) in Neckarwestheim in Baden-Württemberg, Deutschland mit zwei Druckwasserreaktoren wurde vom EnBW-Tochterunternehmen EnBW Kernkraft GmbH mit Sitz in Obrigheim betrieben. Es war bei seiner Abschaltung am 15. April 2023 das letzte aktive Kernkraftwerk in Deutschland.

## Standort
Beide Anlagen wurden rund 1 km südwestlich von Neckarwestheim auf dem Gelände eines ehemaligen Steinbruchs errichtet, 15 km südlich von Heilbronn. Das Kraftwerk befindet sich zu einem kleinen Teil auch auf der Gemarkung der Nachbargemeinde Gemmrigheim.

### Geologische Situation
Die Anlage steht auf zerrüttetem, verkarstetem Muschelkalk, unter dem mächtige Gips- und Anhydritschichten liegen. Anhydrit quillt bei Wasserkontakt auf und nimmt im Volumen bis zu 60 % zu, wodurch es zu schweren Schäden an Gebäuden kommen kann, wie es beispielsweise bei den Hebungsrissen in Staufen im Breisgau passiert ist. Durch Sickerwasser wurden Teile dieser Schichten ausgewaschen, wodurch metertiefe Hohlräume entstanden sind, deren horizontale Ausbreitung unbekannt ist. Es kam dadurch zu Senkungen der Bodenoberfläche, die am Kühlturm bis zu 14 cm betrugen. Da das Kraftwerk in einem ehemaligen Steinbruchgelände, 6–8 m unter dem Niveau des Neckar steht, müssen pro Sekunde 120 bis 170 Liter Grundwasser abgepumpt werden, wodurch pro Jahr weitere 700–1000 Kubikmeter Gips ausgespült werden.

## Geschichte
Die Planungen für Block I gehen bis ins Jahr 1970 zurück. Hierfür gründeten die Neckarwerke Elektrizitätsversorgungs-AG Esslingen, die Technischen Werke der Stadt Stuttgart AG (TWS), die Elektrizitätswerke Heilbronn und die Deutsche Bundesbahn (DB) die Gemeinschaftskernkraftwerk Neckar GmbH. Nachdem der ursprünglich geplante Bau eines Kernkraftwerkes in der benachbarten Stadt Lauffen am Neckar nicht zustande gekommen war, einigte man sich im Januar 1971 auf den Bau eines Kernkraftwerks im Neckarwestheimer Steinbruch des Lauffener Unternehmens Portland-Cement-Werk (später ZEAG), das später auch einen Anteil an der Betreibergesellschaft erwarb.
Zunächst wurde das Kraftwerk für eine Leistung von 600 Megawatt konzipiert. Es gab einen Entwurf mit einem Siedewasserreaktor und einen mit einem Druckwasserreaktor. Man entschied sich für letzteren, da dieser Reaktortyp schon in Obrigheim in Betrieb war und so Erfahrungen aus dessen Betrieb genutzt werden konnten.
1971 wurden die Planungen geändert und die Leistung auf 840 MW erhöht. Der Grund hierfür war, dass die damalige Deutsche Bundesbahn nur über ein einziges kleines Bahnstromkraftwerk verfügte, das für die geplante Elektrifizierung des Streckennetzes nicht ausgereicht hätte.
Im Januar 1972 begannen die Bauarbeiten; während der Bauphase (1973/74) wurden die Planungen abermals geändert. Anstelle eines 160 Meter hohen Naturzug-Nasskühlturms entschied man sich für die Zellenkühler. Diese waren kostengünstiger und beeinträchtigten auch das Landschaftsbild weniger. Am 26. Mai 1976 wurde der Reaktor kritisch, und am 1. Dezember 1976 erfolgte die Übergabe an den Betreiber.
Block II wurde im Juni 1975 von der Betreibergesellschaft beantragt. Ursprünglich sollte GKN II ein „Zwillingsbruder“ von GKN I, also ein zeichnungsgleicher Block, auch mit 840 Megawatt elektrischer Leistung und Zellenkühlern werden. Um die Jahreswende 1979/80 wurden, wohl angesichts der zweiten Ölpreiskrise, die Pläne geändert und ein Reaktor mit 1300 Megawatt elektrischer Leistung sowie einem 160 Meter hohen Naturzug-Nasskühlturm konzipiert.
Höhe und Ausführung des Kühlturmes wurden – auch aus Gründen des Landschaftsbildes – mehrfach geändert: erst auf 100, dann auf 80 und zuletzt auf 56 Meter und in Ausführung als Hybridkühlturm. Diese Ausführungsvariante aus dem Jahre 1981 wurde letztendlich auch realisiert.
Im Jahre 1982 war Baubeginn für Block II, am 29. Dezember 1988 wurde die erste Kritikalität erreicht und am 13. April 1989 wurde das Kraftwerk der Betreibergesellschaft übergeben. GKN II ist damit das vorletzte deutsche Kernkraftwerk, das ans Netz ging; lediglich der Block 5 des Kernkraftwerks Greifswald ging ein halbes Jahr später (für nur 23 Tage) ans Netz.

## Abschaltungstermine und Rückbau
Die Betreibergesellschaft EnBW Kernkraft plante im Zuge des im Jahre 2000 unter Rot-Grün eingeleiteten Atomausstiegs, eine Reststrommenge von 46,9 TWh vom jüngeren Block II auf den älteren Block I zu übertragen. Wegen der geringeren Leistung von Block I hätte sich dessen Laufzeit bis ins Jahr 2017 verlängert, während sich gleichzeitig die Laufzeit für GKN II von 2021 auf 2017 verkürzt hätte, so dass beide Blöcke gleichzeitig vom Netz gegangen wären.
Das Bundesumweltministerium unter Minister Gabriel lehnte 2006 einen Antrag der EnBW auf Reststrommengenübertragung vom Block II auf Block I im Juni 2008 ab. Das wichtigste Kriterium dafür war der geringere bauliche Schutz gegenüber Flugzeugabstürzen von GKN I im Vergleich zu GKN II. Die EnBW klagte gegen den Bescheid und betrieb Block I mit verminderter Leistung, so dass der Reaktor (ohne längere Stillstandszeiten und ohne Stromübertragungen) voraussichtlich Ende 2009 bis Anfang 2010 seine Reststrommenge von 10,25 TWh (Stand 1. Januar 2008) erzeugt hätte, so dass er vom Netz genommen werden hätte müssen. Der Betrieb mit verminderter Leistung soll laut Greenpeace dazu gedient haben, den Reaktor nicht vor der Bundestagswahl am 27. September 2009 abschalten zu müssen.
CDU/CSU und FDP hatten im Wahlkampf 2009 eine Laufzeitverlängerung deutscher Kernkraftwerke angekündigt, die sie im Herbst 2010 auch in die Tat umsetzten und nach der Nuklearkatastrophe von Fukushima (März 2011) revidierten.
EnBW betrieb vor dem Atomausstieg vier der 17 deutschen Reaktoren mit einer Nettoleistung von 4.372 MW; Neckarwestheim I mit 785 MW.
Am 21. Januar 2010 fanden erstmals nach dem Regierungswechsel 2009 Gespräche zwischen der Bundesregierung und den vier KKW-Betreibern (EnBW, EON, RWE, Vattenfall) statt. Bis zu einer endgültigen Entscheidung über eine Laufzeitverlängerung deutscher Kernkraftwerke sollte auch GKN I am Netz bleiben. Dies wurde durch eine Leistungsminderung erreicht. So lief GKN I im Mai 2010 mit einer durchschnittlichen Leistung von 19 Prozent seiner Kapazität (150 MW von 785 MW).
Am 28. Oktober 2010 verabschiedete der Bundestag ein Energiekonzept, das auch eine Laufzeitverlängerung aller 17 deutschen Reaktoren erlaubte. Ältere Reaktoren durften 8 Jahre länger am Netz bleiben, neuere Reaktoren 14 Jahre. Block I hätte demnach bis 2019, Block II bis 2036 Strom produzieren können. Das Gesetz trat am 13. Dezember 2010 in Kraft.
Im November 2010 gab EnBW Überlegungen bekannt, Block I früher vom Netz zu nehmen. Ob EnBW dies tatsächlich beabsichtigte oder ob man damit die zum 1. Januar 2011 beschlossene Brennelementesteuer kritisieren wollte, blieb unklar.
Nach einem „Atomgipfel“ unter dem Eindruck der Nuklearkatastrophe von Fukushima und ihren Folgen verkündete Bundeskanzlerin Angela Merkel am 14. März 2011 ein dreimonatiges Atom-Moratorium. „Für die Sicherheitsüberprüfungen sollen die Betreiber die vor 1980 ans Netz gegangenen Kernkraftwerke stilllegen. Alle übrigen werden bei laufendem Betrieb überprüft – ergebnisoffen, wie die Kanzlerin, der Bundesumweltminister und Bundeswirtschaftsminister Rainer Brüderle betonten.“
Am 15. März 2011, zwölf Tage vor der Landtagswahl in Baden-Württemberg, gab der damalige baden-württembergische Ministerpräsident Stefan Mappus (CDU) die dauerhafte Stilllegung des Blocks 1 bekannt. Mappus wollte zu der Zeit für 4,67 Milliarden Euro die 45 % EnBW-Anteile von der EDF zurückkaufen, eine der größten Verstaatlichungen in der Bundesrepublik (EnBW-Affäre). Von der EnBW wurde die „freiwillige“ Absicht zum Abfahren von Neckarwestheim I bekanntgegeben, außerdem gab Hans-Peter Villis, Vorstandsvorsitzender der EnBW, bekannt, „dass ein dauerhaft wirtschaftlicher Betrieb von GKN 1 und damit ein Wiederanfahren des Kernkraftwerks voraussichtlich nicht mehr darstellbar ist.“ Am 16. März 2011 wurde GKN I nach Anordnungen der zuständigen Atomaufsichtsbehörde (Ministerium für Umwelt, Naturschutz und Verkehr Baden-Württemberg) abends abgefahren und ging in der Nacht, zusammen mit Block I des Kernkraftwerk Philippsburg (KKP 1), vom Netz. „Begründet wird der Schritt damit, dass nach dem Atomgesetz (§ 19 Absatz 3) ein Gefahrenverdacht vorliege, der eine einstweilige Betriebseinstellung rechtfertige. Ein derartiger Verdacht sei nach geltender Rechtslage bereits dann gegeben, wenn sich wegen begründeter Unsicherheiten im Rahmen der Risikovorsorge Schadensmöglichkeiten nicht völlig ausschließen lassen.“
Am 15. April 2023 wurden die drei verbliebenen Reaktoren Emsland, Isar 2 und Neckarwestheim 2 endgültig abgeschaltet, damit hatte Deutschland den Atomausstieg vollzogen. Als letztes der Drei ging Neckarwestheim 2 nach 34 Jahren um 23:59 Uhr vom Netz.
Der Rückbau umfasst eine Masse von 331.000 Tonnen.
Die Rückbauarbeiten an Block 1 begannen faktisch im März 2017, ein symbolischer Beginn fand am 10. April 2017 statt. EnBW geht davon aus, dass Neckarwestheim I zwischen 2030 und 2035 „formal aus dem Atomrecht entlassen werden kann.“ Dann werde über die Nachnutzung oder den Abriss der verbliebenen Gebäude entschieden.

## Sicherheit und meldepflichtige Ereignisse (Auswahl)
- 1977 kommt es beim Anfahren von Block I zu einem Störfall,[30] ein Dampferzeuger des Sekundärkreislaufs dampft aus, dabei gelangt heißer, nicht radioaktiver Dampf ins Freie.
- 27. Juli 2004: Mit zwei Megabecquerel kontaminiertes Wasser wird aus Block II unbemerkt in den Neckar geleitet. Der Vorfall führt erstmals in der Bundesrepublik dazu, dass die Betreibergesellschaft eines Kernkraftwerks ein Ordnungsgeld (25.000 Euro) zahlen muss. Ein Geschäftsführer wird entlassen.[31]
- 19. Februar 2005: Durch Feuchtigkeit in einem Schaltschrank der Schutzeinrichtung eines Trafos kommt es zur Fehlauslösung der Trafoschutzeinrichtung, die die Anlage vom 110-kV-Fremdnetz trennt. Da die Anlage zu diesem Zeitpunkt wegen des Austausches eines Hauptkühlmittelpumpen-Motors abgeschaltet war und das 220-kV-Hauptnetz, über das die Anlage im abgeschalteten Zustand mit Strom versorgt wird, wegen Wartungsarbeiten nicht zur Verfügung stand, wurde automatisch die Notstromversorgung der Anlage gestartet (Notstromfall). Meldekategorie INES 0.[32]
- Am 14. Juni 2005 kommt es aufgrund von Kondensathochdruck zu einer Schnellabschaltung der Bahnstrommaschine.[33]
- Am 16. November 2005 kommt es zu einer Turbinenschnellabschaltung (TUSA) nach einer Schutzauslösung der Schaltanlage Neckarwestheim.[33]
- 2008: Die Internationale Atomenergie-Organisation (IAEO) bescheinigt dem Block I bei einer Prüfung im Oktober 2007 „eines der besten Ergebnisse im internationalen Vergleich“ in den Bereichen Betriebsführung und Sicherheitsmanagement.[34] Der Bund der Bürgerinitiativen Mittlerer Neckar hält dieses Prüfzeugnis für wertlos, da nur das bestimmungsgemäße Funktionieren der Anlage überprüft worden sei. Die Initiativen äußerten auch Zweifel an der Unabhängigkeit der IAEO.[35]
- 2009: Die Heilbronner Stimme berichtet am 20. November, dass einem nach den Terroranschlägen am 11. September 2001 von mehreren Bundesländern in Auftrag gegebenen Gutachten der Internationalen Länderkommission Kerntechnik zufolge schon seit 2002 bekannt ist, dass die Reaktorgebäude älterer Kernkraftwerke wie GKN I dem Aufprall eines größeren Verkehrsflugzeugs nicht standhalten würden und dass in einem solchen Fall „mit schweren bis katastrophalen Freisetzungen radioaktiver Stoffe zu rechnen“ sei. Ein gezielter Anflug des Reaktorgebäudes von Neckarwestheim I durch Terroristen sei möglich; dies gelte auch für alle anderen Kernkraftwerke. Auch die Gesellschaft für Reaktorsicherheit (GRS) bestätigt die Gefährdung älterer Reaktoren durch Abstürze. Die Landesregierung antwortete, sie setze zum Schutz vor solchen Flugzeuganschlägen auf noch zu installierende Vernebelungsanlagen, die Piloten die Sicht nehmen sollen.[36] Während die ursprünglich für 2006 geplante Blitzverneblungsanlage in Philippsburg im Jahr 2011 im Betrieb ging, wurde der 2006 beim Land eingereichte Antrag auf den Einbau einer entsprechenden Anlage in Neckarwestheim abgelehnt. Die Antragsunterlagen hätten wegen der Abschaltung von Block 1 überarbeitet werden müssen. Bis Oktober 2013 war daher keine Blitzverneblungsanlage installiert worden, deren Wirkung zudem umstritten ist.[37] Die bereits im GRS-Bericht geforderte Detailuntersuchung der einzelnen der Reaktoren auf ihre Sicherheit hin stand im Dezember 2016 noch immer aus.[38]
- Bei den Revisionen in den Jahren 2017 bis 2022 wurden bei GKN II jeweils rissartige oder volumetrische Wanddickenschwächungen bei den Rohren in den Dampferzeugern entdeckt. 2017: 31 Wanddickenschwächungen[39], 2018: 101 Wanddickenschwächungen mit bis zu 91 % reduzierter Wandstärke[40], 2019: 191 rissartige Wanddickenschwächungen[41], 2020: 7 rissartige und 19 volumetrische Wanddickenschwächungen[42], 2021: 17 rissartige Wanddickenschwächungen[43], 2022: 36 rissartige Wanddickenschwächungen[44].
- 2021: Die Heilbronner Stimme berichtet am 3. Februar, dass radioaktives Abwasser ausgetreten war. Laut Umweltministerium sei der Vorfall von geringer sicherheitstechnischer Bedeutung.[45]

## Anlage

### Daten der Reaktorblöcke
Das Kernkraftwerk Neckarwestheim hat insgesamt zwei Blöcke:

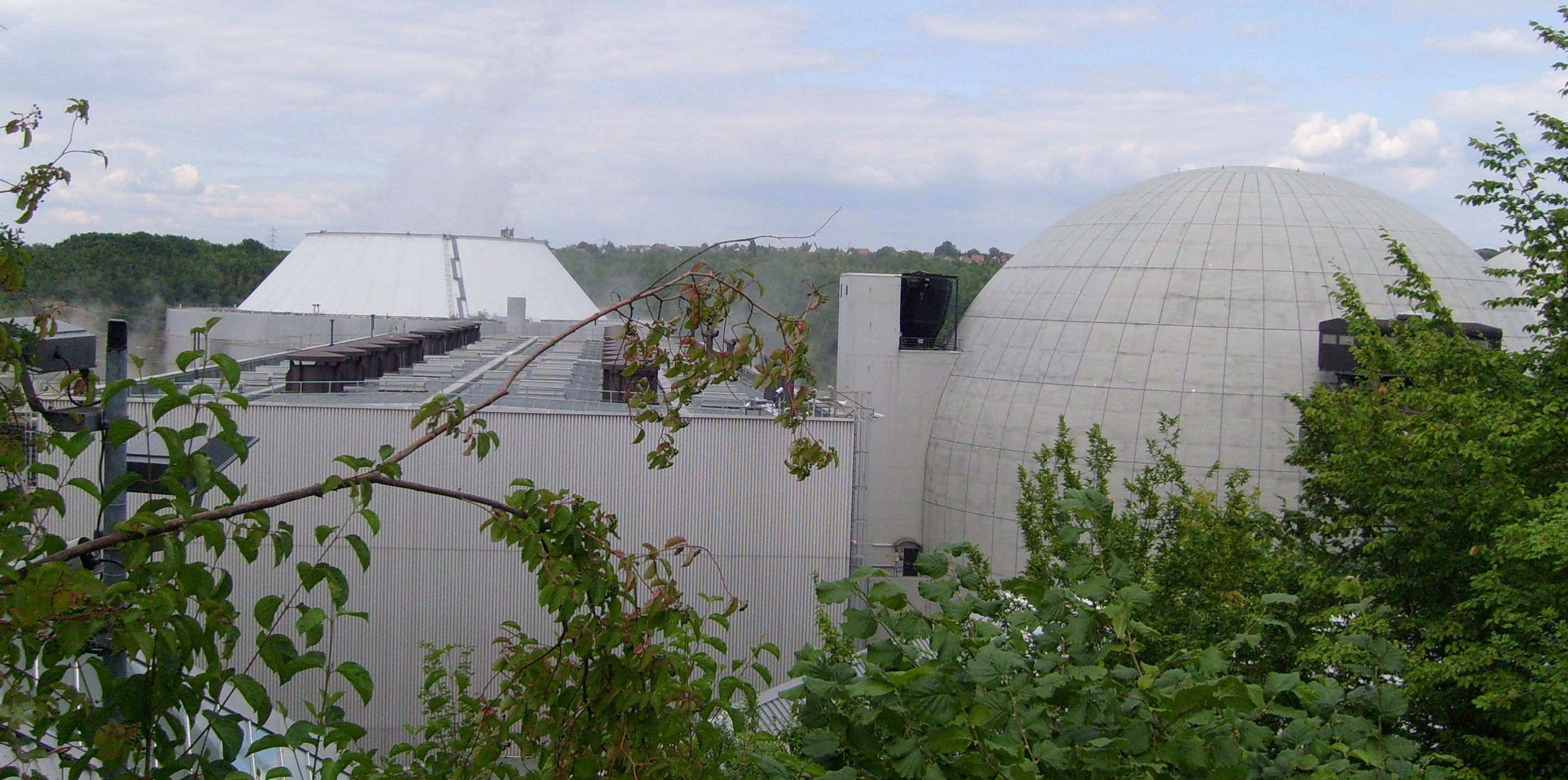
Block I und der Hybridkühlturm von Block II

| Reaktorblock     | Reaktortyp         | Baulinie                  | elektrische Leistung | elektrische Leistung | thermische Reaktorleistung | Baubeginn    | Netzsyn- chronisation | Kommer- zieller Betrieb | Stilllegung   |
| Reaktorblock     | Reaktortyp         | Baulinie                  | Netto                | Brutto               | thermische Reaktorleistung | Baubeginn    | Netzsyn- chronisation | Kommer- zieller Betrieb | Stilllegung   |
| ---------------- | ------------------ | ------------------------- | -------------------- | -------------------- | -------------------------- | ------------ | --------------------- | ----------------------- | ------------- |
| Neckarwestheim-1 | Druckwasserreaktor | KWU 3-Loop („Typ Biblis“) | 785 MW               | 840 MW               | 2.497 MW                   | 1. Feb. 1972 | 3. Juni 1976          | 1. Dez. 1976            | 16. März 2011 |
| Neckarwestheim-2 | Druckwasserreaktor | KWU-Baulinie '80 (Konvoi) | 1.310 MW             | 1.400 MW             | 3.850 MW                   | 9. Nov. 1982 | 3. Jan. 1989          | 15. Apr. 1989           | 15. Apr. 2023 |

### GKN I
Der Block I des GKN war ein Druckwasserreaktor, dessen Abwärme über einen geschlossenen Reaktorkühlkreislauf in drei Wärmetauschern an den Speisewasser-Dampf-Kreislauf abgegeben wurde.
Der von der Kraftwerk Union errichtete Reaktor gehörte zur zweiten Generation der in Deutschland errichteten Druckwasserreaktoren. Im Reaktorkern waren 177 Brennelemente mit je 205 Stück 3,0 m langen Brennstäben angeordnet. Die Brennstäbe waren mit Urandioxid-Tabletten gefüllt und besaßen eine Umhüllung aus Zirkaloy. Zusätzlich waren 45 Steuerelemente zur Regelung der Kraftwerksleistung eingebaut.
Das Reaktorkühlmittel wurde von drei Hauptkühlmittelpumpen mit einer Gesamtförderleistung von 52 000 t/h Wasser vom Reaktorkern zu den drei Wärmetauschern gefördert. Das Wasser hatte am Reaktorausgang eine Temperatur von 321 °C und einen Druck von 155 bar. Die Wärmetauscher hatten jeweils eine Heizfläche von 4005 m² und erzeugten insgesamt 4885 t/h Sattdampf. Damit gehörte Neckarwestheim zu den wenigen Anlagen, die statt der bei den meisten Reaktoren üblichen vier nur drei Hauptkühlmittelschleifen (sogenanntes 3-Loop-System) besaß.
Der Reaktordruckbehälter war von einer 2 m dicken Stahlbetonabschirmung umgeben, das aus zwei konzentrischen Zylindern, dem Innenschild und dem Tragschild, bestand. Der gesamte Reaktorkühlkreislauf, bestehend u. a. aus dem Reaktor, den Wärmetauschern und den Hauptkühlmittelpumpen, war von einem Betonzylinder mit einem Durchmesser von 36 m und einer Wandstärke von 800 bis 1000 mm umschlossen. Dieser Betonzylinder war wiederum von einem kugelförmigen Sicherheitsbehälter aus Stahl mit einem Durchmesser von 50 m und einer Wandstärke von 25 mm umgeben. Den Abschluss bildete eine 0,6 m dicke Stahlbetonhülle im Abstand von 1,4 m.
Der konventionelle Teil von Block I besteht aus einer Drehstrom- und einer Bahnstromerzeugungsanlage. Der Drehstromsynchrongenerator wurde von einer zweiflutigen Hochdruck- und einer sechsflutigen Niederdruckturbine angetrieben, der Bahnstromgenerator von einer einflutigen Hochdruckturbine und einflutigen Niederdruckturbine. Zwischen der Hochdruck- und der Niederdruckturbine waren Wasserabscheider und Zwischenüberhitzer in die Überstromleitungen geschaltet.
Die nominelle elektrische Leistung von Block I, der 1976 in Betrieb ging, betrug 840 Megawatt. Nach Abzug des Eigenbedarfs entfielen circa 630 Megawatt auf die Abgabe an das 220-kV-Verbundnetz und 150 Megawatt an das 110-kV-Bahnstromnetz. Der verwendete Bahnstromgenerator mit einer Masse von 2100 t war der weltweit größte Generator für Einphasenwechselstrom. Nach der Stilllegung des Blocks ist die Maschine EB5 im Großkraftwerk Mannheim mit 120 MW der größte in Betrieb befindliche Einphasenturbogenerator.
Der Drehstromgenerator von Block I lieferte bei einer Spannung von 21.000 Volt einen Strom von 27.000 Ampere bei 50 Hertz und der Bahnstromgenerator bei einer Spannung von 14.500 Volt einen Strom von 12.000 Ampere mit den in Deutschland für Bahnstrom verwendeten 16,7 Hertz. Der von den Generatoren erzeugte Strom wurde auf 220 kV (Dreiphasenwechselstrom) bzw. 110 kV (einphasiger Bahnstrom) von den Maschinentransformatoren hochtransformiert. Block I war das einzige Kernkraftwerk, das Bahnstrom erzeugte.
In einem Gutachten von 2010 steht, GKN 1 gehöre „nach den Untersuchungen der Gesellschaft für Reaktorsicherheit zu den gegen einen terroristischen Flugzeugangriff am wenigsten geschützten Anlagen in Deutschland.“
Ende Mai 2011 wurde von den Umweltministern der Länder und des Bundes beschlossen, Block I dauerhaft stillzulegen.
Von Mai bis September 2012 wurden, als erste sichtbare Etappe des Abbruchs, die Zellenkühler demontiert.
Am 3. Februar 2017 erteilte das baden-württembergische Umweltministerium die 1. Stilllegungs- und Abbaugenehmigung für Block 1.

### GKN II

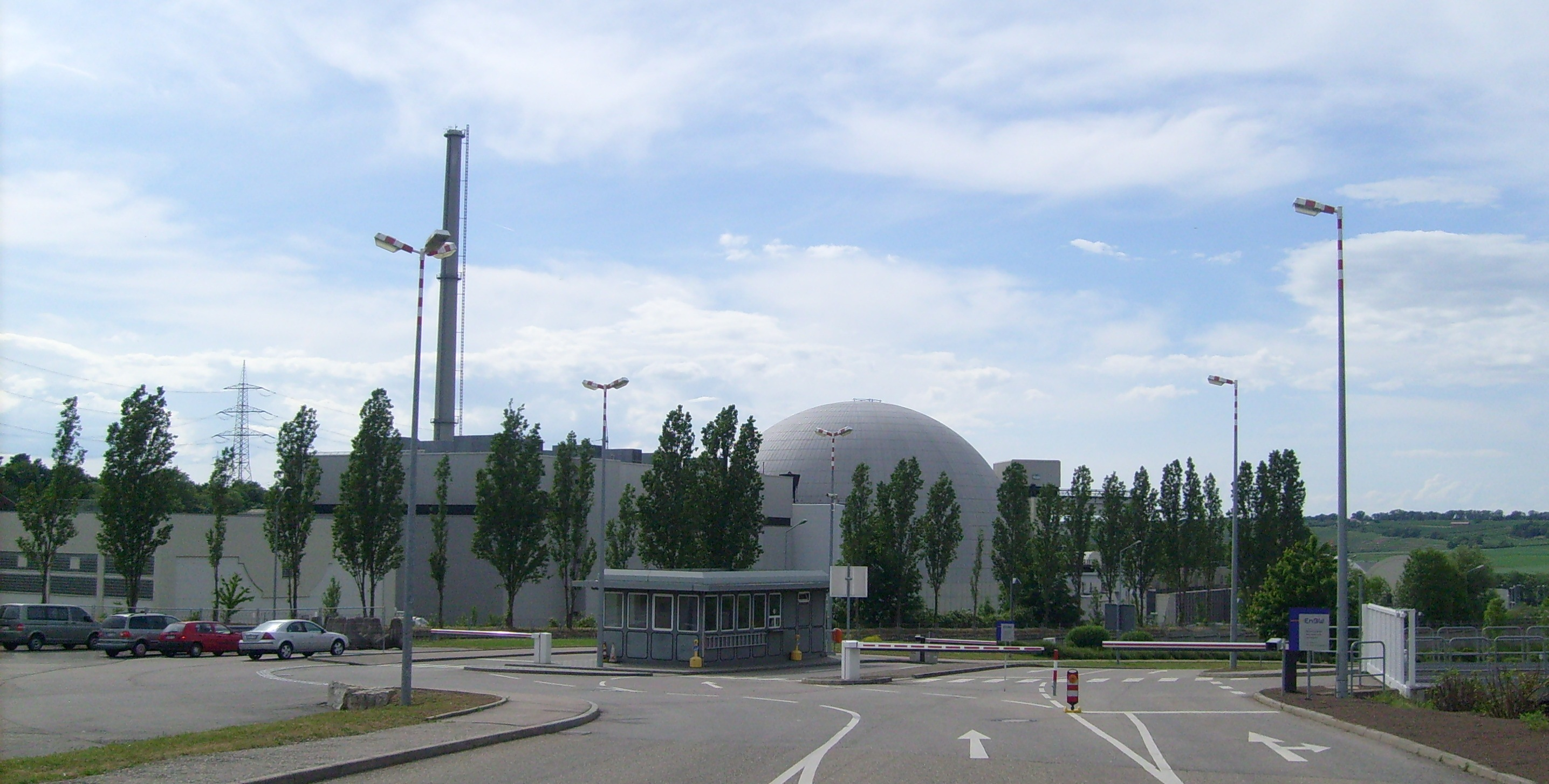
Block II, Abluftkamin und Bahnstrom-Umformerwerk

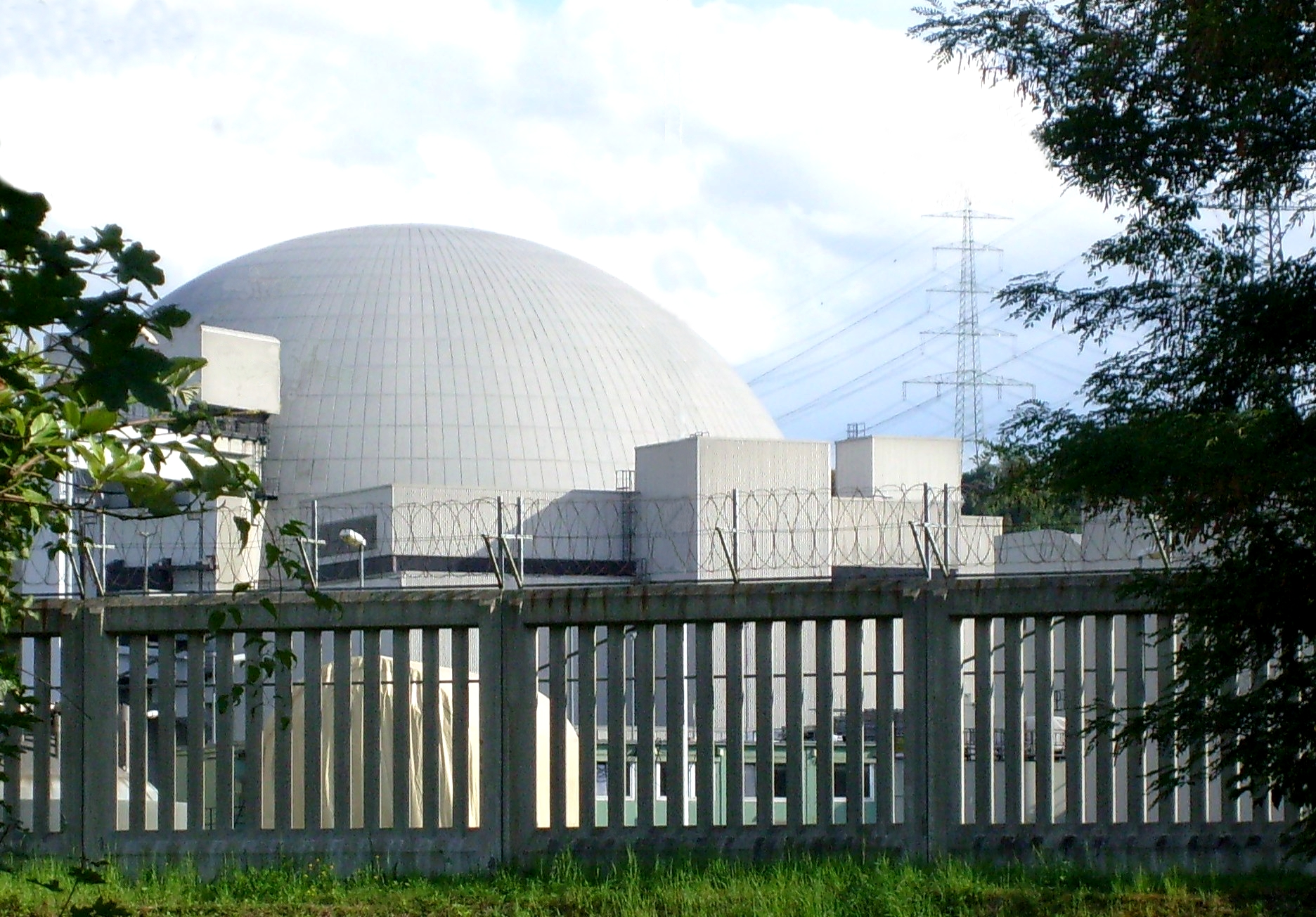
Block II

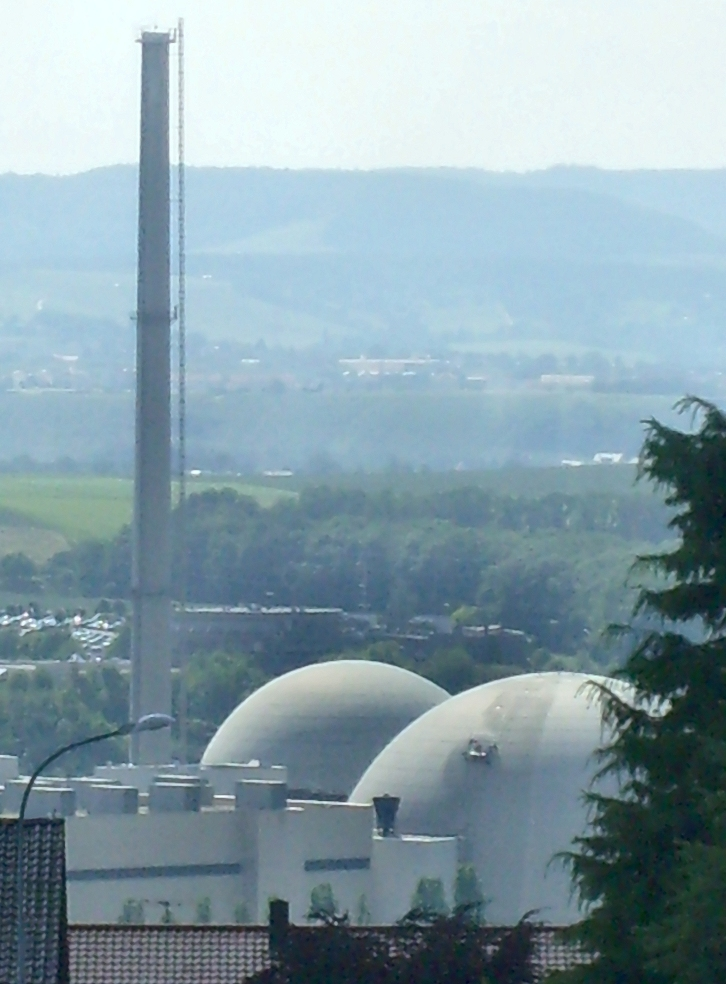
Arbeiten auf der Reaktorkuppel von GKN II

Die nominelle elektrische Leistung von Block II, der 1989 in Betrieb ging, betrug 1.400 Megawatt. Sie wurde von dem Generator als Drehstrom mit einer Spannung von 27.000 Volt und einer Stromstärke von 35.000 Ampere erzeugt. Im Unterschied zu Block I fand keine Bahnstromerzeugung statt, doch konnte ein Teil des erzeugten Drehstroms im unmittelbar neben der Schaltanlage des Blocks II gelegenen Bahnstromumformerwerk in Bahnstrom umgewandelt werden. Die Kopplung erfolgte über den 380-kV-Maschinentransformator des Blocks II und den 380-kV-Maschinentransformator der Drehstrommaschinen des Umformersatzes. Bei diesem Reaktorblock handelte es sich um ein Kernkraftwerk der Konvoi-Baureihe. Das Reaktordruckgefäß ist ein zylindrischer Stahlbehälter mit einer Höhe von 12 Metern und einem Innendurchmesser von 5 Metern. Seine Wandstärke beträgt 25 cm und seine Leermasse ca. 520 Tonnen.
Am 15. April 2023 – exakt 34 Jahre nach Beginn des kommerziellen Leistungsbetriebs – wurde nach der Laufzeitverlängerung vier Monate später als ursprünglich geplant die endgültige Abschaltung des Kraftwerkblocks vollzogen. Das Kernkraftwerk Neckarwestheim 2 wurde um 23.59 Uhr vom Netz getrennt, nachdem im Laufe des Abends bereits die beiden Kernkraftwerke Emsland und Isar 2 vom Netz gegangen waren. Neckarwestheim 2 war das vorletzte Kernkraftwerk, welches in Deutschland in Betrieb ging (nur Greifswald 5 ging später ans Netz, wurde aber bereits 23 Tage später stillgelegt) und das letzte, welches im Zuge des Atomausstiegs abgeschaltet wurde.

## Bauwerke

### Abluftkamin
Der Abluftkamin ist 150 Meter hoch und wurde von beiden Blöcken gemeinsam benutzt. Betriebsbedingt leiten Kernkraftwerke über Abluft und Abwasser im Normalbetrieb geringe Mengen radioaktiver Stoffe ab (Emission). Unter anderem die Strahlenschutzverordnung verpflichtet die Aufsichtsbehörden dazu, den Betrieb hinsichtlich der zugelassenen Grenzwerte zu überwachen.

### Bahnstromumformerwerk

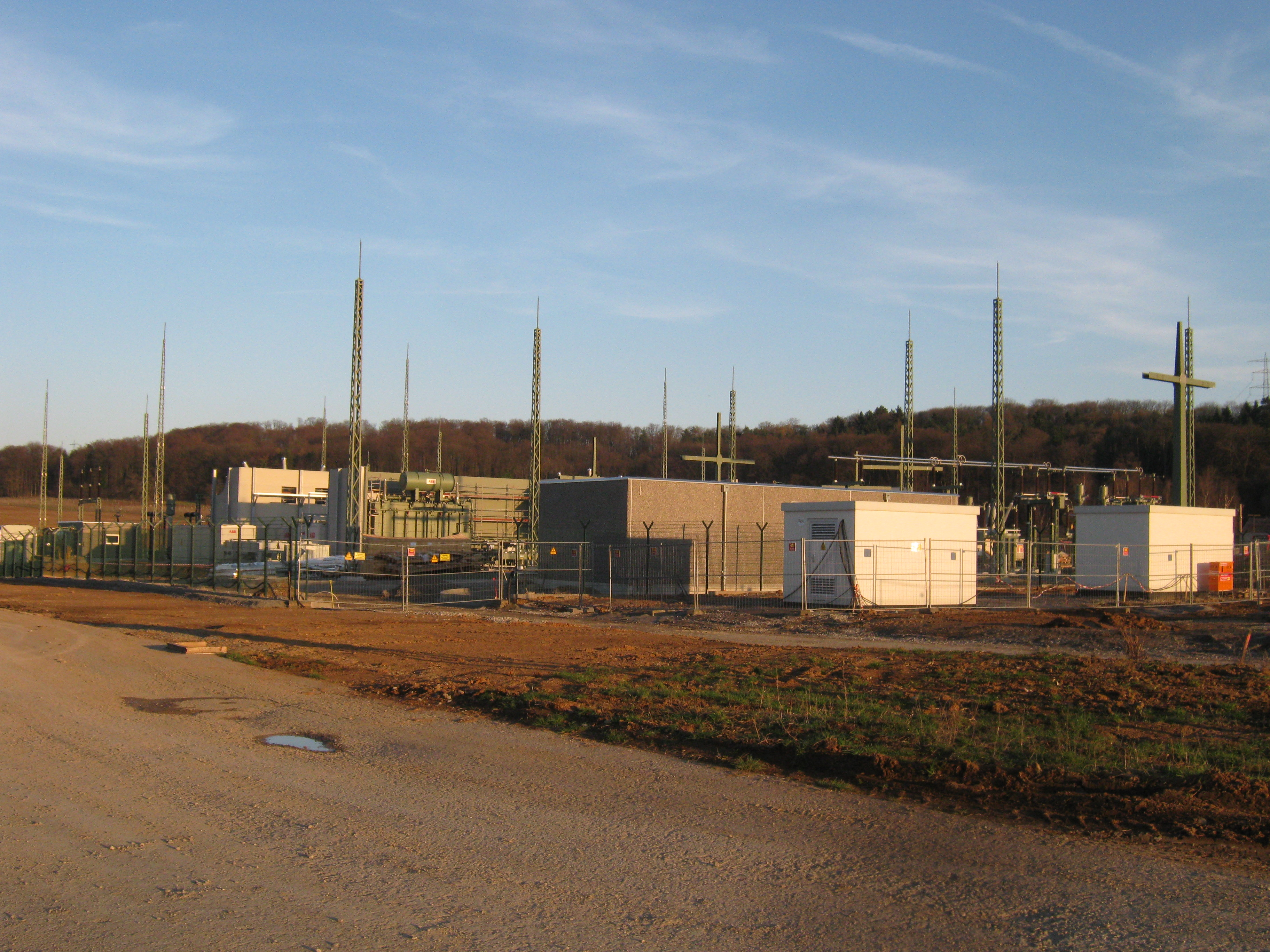
Bahnstromumrichterwerk in Bau (März 2011)

Zum GKN gehörte auch noch ein Bahnstromumformerwerk (UBX gemäß Kraftwerk-Kennzeichensystem), das in Stahlbetonbauweise errichtet wurde. Zwischenzeitlich wurde es durch statische Umrichter abgelöst, welche nahe dem Kraftwerksgelände neu errichtet wurden (siehe Bild). Das Bahnstromumformerwerk Neckarwestheim, welches sich unmittelbar neben dem Maschinenhaus von Block II befand, verfügte über zwei baugleiche Maschinensätze, bestehend aus einem zwölfpoligen Drehstromasynchronmotor und einem vierpoligen Einphasensynchrongenerator. Die Nennspannung der Drehstromasynchronmaschine und der Bahnstrommaschine betrug 12,5 kV. Der Maschinensatz hatte eine Länge von 17,5 Metern und eine maximale Breite von sieben Metern. Die nominelle Übertragungsleistung betrug für jeden Maschinensatz 70 Megawatt, was die höchste Übertragungsleistung aller bisher verwendeten Maschinensätze in Bahnstromumformerwerken darstellte.
Das Werk speiste den erzeugten Bahnstrom über entsprechende Transformatoren in das 110-kV-Bahnstromnetz und stand mit dem Drehstromnetz über einen 380-kV-Transformator in Verbindung, wobei jede Bahnstrom- und jede Drehstrommaschine über einen eigenen Transformator verfügte. Auch die Kopplung mit dem Generator im Block II war nur über den Umweg über das 380-kV-Netz möglich.
| Höhe                 | 26,80 m |
| Gesamtbreite         | 40,4 m  |
| Breite Anbau         | 12 m    |
| Höhe Anbau           | 19,25 m |
| Länge Maschinenhalle | 42,40 m |
| Gesamtlänge          | 52,40 m |

### Kühltürme

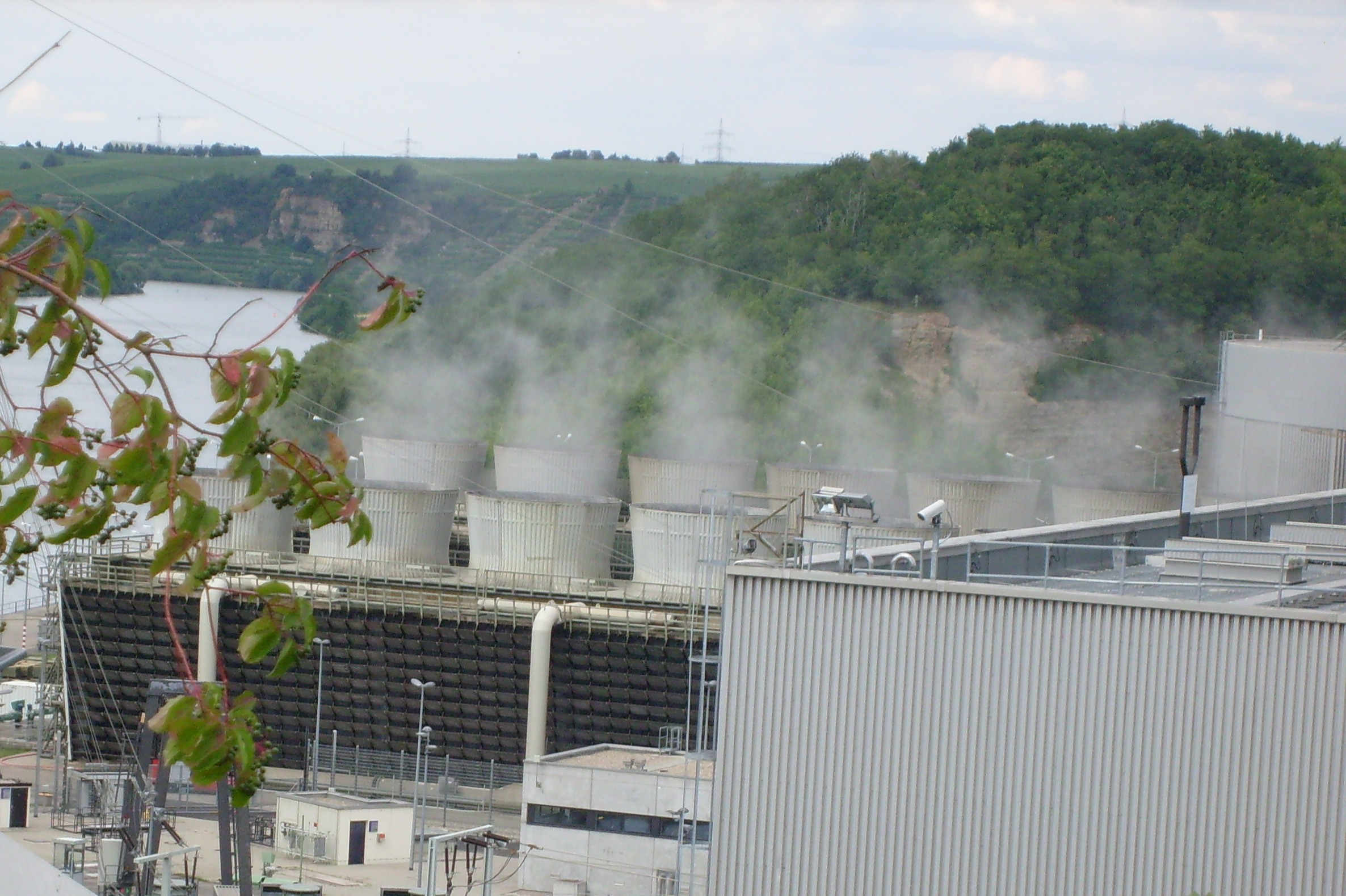
Die ehemaligen Zellenkühler von Block I

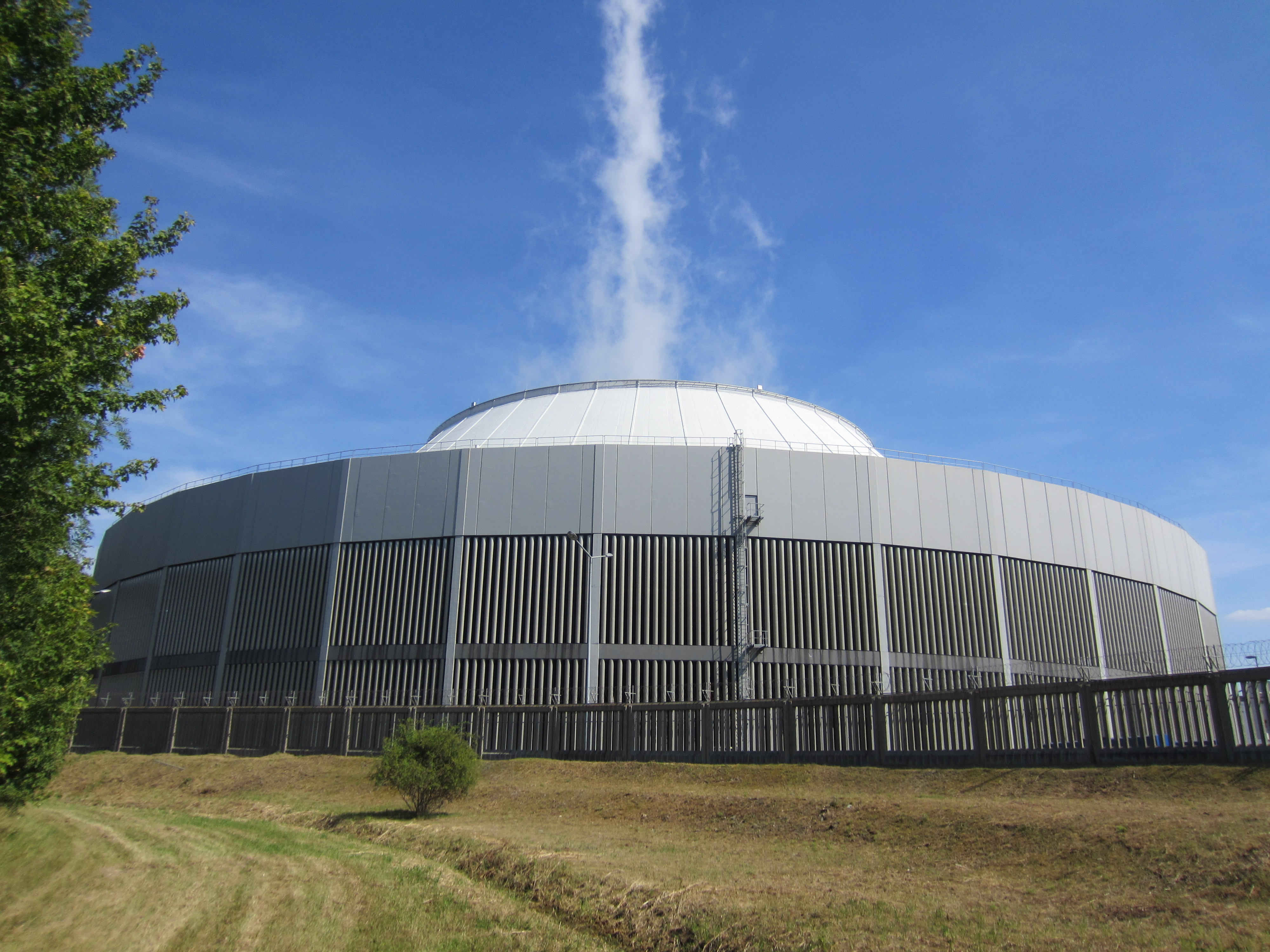
Hybridkühlturm von GKN II

Um eine Überhitzung des Neckarwassers zu vermeiden, besaßen sowohl Block I als auch Block II Kühltürme. Allerdings waren diese von unterschiedlicher Konstruktion und nicht in der üblichen Bauweise ausgeführt.

#### Zellenkühler GKN I
Block I verwendete zwei Reihen Zellenkühltürme. Jede Reihe hatte eine Länge von 186,8 Metern, eine Höhe von 18 Metern, sowie eine Breite von am Boden 16,9 m und oben 23,5 m.
In den Zellenkühltürmen wurde das vom Kondensator kommende, warme Kühlwasser abgekühlt, bevor es wieder dem Kreislauf zugeführt wurde. Alternativ konnte das abgekühlte Wasser auch direkt wieder an den Neckar abgegeben und durch frisches, kaltes Wasser ersetzt werden.
Bei ausreichend niedriger Wassertemperatur des Neckars arbeitete Block I mit reduzierter Leistung auch unter Umgehung der Zellenkühler. Zur Kühlung wurden dann dem Neckar bis zu 44 m³/s frisches Wasser entnommen und nach der Erwärmung direkt wieder abgegeben. Einzuhaltender Grenzwert war, unabhängig vom Betriebszustand, eine maximale Erwärmung des in den Neckar eingeleiteten Kühlwassers um 10 K.

##### Abbruch der Zellenkühler
Nachdem Block 1 im Frühjahr 2011 stillgelegt wurde, begannen im Juni 2012 die Abbrucharbeiten für die Zellenkühler.

#### Hybridkühlturm GKN II
Block II verwendete einen Hybridkühlturm mit einer Höhe von 51,22 Metern. Beim Bau des Kraftwerkes wurde aus optischen Landschaftsschutzgründen ein niedriger Kühlturm verlangt, weil ein auf Konvektion basierender Naturzugkühlturm unter Umständen zu einer Vernebelung des Neckartals bei Inversionswetterlage geführt hätte. Der Hybridkühlturm bestand aus zwei Ebenen mit 88 (2 mal 44) elektrisch angetriebenen Lüftern. Der Kühlturm war somit elektrisch zwangsbelüftet. Die erste Ebene belüftete nur das Rieselwasser unterhalb der Rieselleitungen im Nassteil, die zweite Ebene belüftete nur den aufsteigenden Wasserdampf oberhalb der Rieselleitungen, im Trockenteil. Der Hybridkühlturm war doppelwandig ausgelegt, und so wurden in den Zwischenräumen des Trockenteils sehr große wasserdurchflossene Konvektionskühlkörper in den Luftstrom für die zweite Ebene eingebaut. Durch diesen bautechnischen Kniff wurde die Luft innerhalb des Kühlturms vorgewärmt, so dass dieser Luftzug für die zweite Ebene ebenfalls natürlich erzwungen wurde. Mit dieser Maßnahme konnte die Bauhöhe in Grenzen gehalten werden, dafür war der Kühlturm etwas größer im Basisdurchmesser als vergleichbare andere Kühltürme mit gleicher Leistung. Der Trockenteil des Kühlturms war auch während des Betriebs begehbar. Dafür sorgte auch ein Aufzug, mit dem man die zweite Ebene erreichen konnte. Das Kühlwasser lief in einem Kreislauf um, eine Frischwasser- oder Ablaufkühlung war beim Block II im Gegensatz zum Block I nicht möglich. Die durch die Verdunstung und die Abschlämmung verloren gehende Wassermenge wurde durch aufbereitetes Neckarwasser beständig ergänzt. Die maximale Entnahmemenge lag bei 700 l/s.
| Gesamthöhe                          | 51,22 m |
| Gesamthöhe über Beckenniveau        | 48,0 m  |
| Basisdurchmesser                    | 160,0 m |
| Beckendurchmesser                   | 120,0 m |
| Schlothöhe                          | 24,97 m |
| Luftaustrittsdurchmesser            | 73,6 m  |
| Kühlleistung (des Wassers)          | 2500 MW |
| Nennspannung der Lüftermotoren      | 660 V   |
| Leistungsaufnahme der Lüftermotoren | 20 MW   |

### Zwischenlager

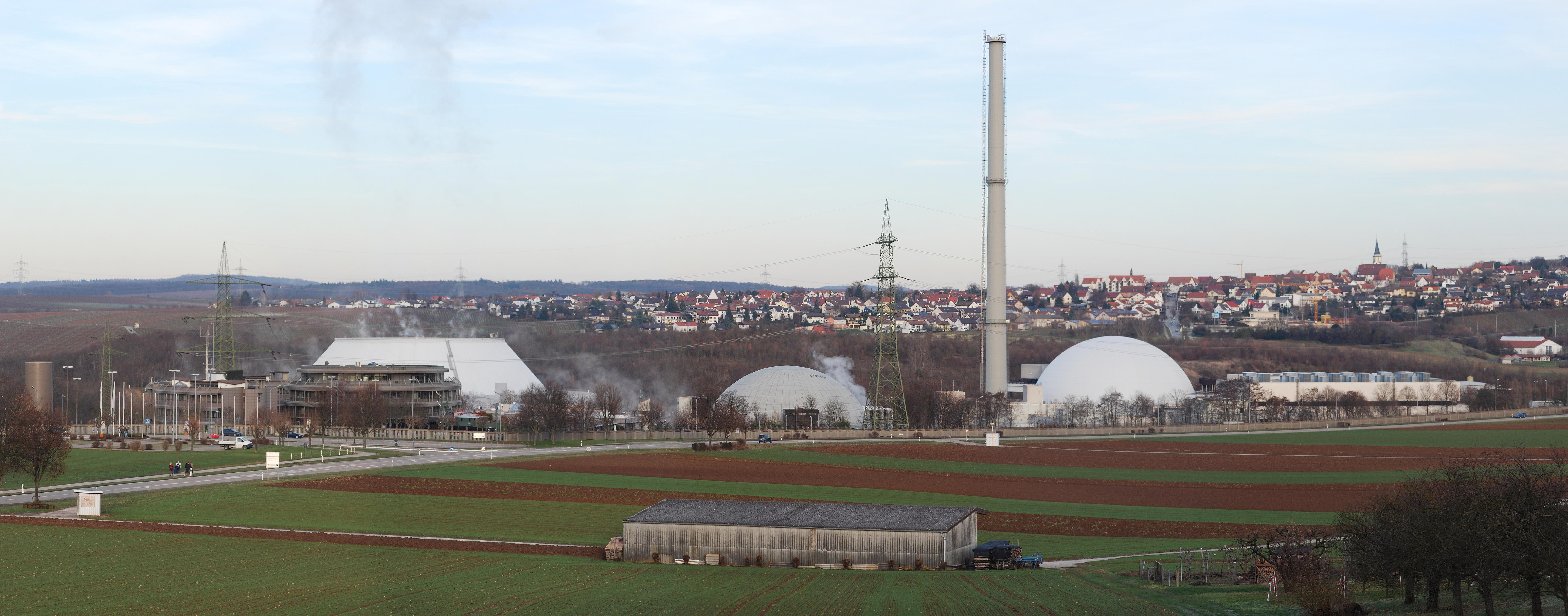
Gesamtaufnahme: Kamin des Zwischenlagers, Informationszentrum, Hybridkühlturm von Block II, Reaktorgebäude von Block I, Abluftkamin, Reaktorgebäude und Maschinenhaus von Block II

Auf dem Kraftwerksgelände gibt es ein Zwischenlager, in dem 151 Transportbehälter mit einer Schwermetallmasse von 1.600 Tonnen bis zum Abtransport in ein noch zu schaffendes Endlager aufbewahrt werden können. Aus dem Kernkraftwerk Obrigheim wurden 2017 insgesamt 15 Castorbehälter eingelagert.
Im Mai 2008 meldeten mehrere Medien, dass beim Bau des Zwischenlagers möglicherweise minderwertiger Beton eingesetzt wurde. Die Meldung wurde im Februar 2009 durch ein Gutachten bestätigt, wobei allerdings sicherheitsrelevante Teile nicht betroffen sind.

### Stromleitungen
Der im GKN erzeugte Strom wurde über eine einzige, kombinierte Bahnstrom- und Drehstromleitung zu dem östlich von Neckarwestheim gelegenen 220-kV-Drehstrom- und dem 110-kV-Bahnstromschaltwerk geleitet. Diese Leitung ist auf Freileitungsmasten ungewöhnlicher Bauart mit fünf Traversen verlegt. Auf der untersten Traverse befinden sich zwei Bahnstromkreise, während die zweite, dritte und vierte Traverse je einen Drehstromkreis tragen. Dieser wird im Fall des GKN I mit 220 kV und im Fall des GKN II mit 380 kV betrieben. Auf der obersten Traverse sind zwei Erdseile installiert.
Auffallend an dieser Leitung ist, dass die Bahnstromkreise für 220 kV isoliert wurden, obwohl sie nur mit 110 kV betrieben werden. Diese Maßnahme wurde getroffen, da im Fall einer Störung der parallel verlaufenden 380-kV-Leitung Überspannungen auftreten können, denen eine Isolierung für 110 kV nicht gewachsen wäre. Die Bahnstromleitungen vom GKN zum Bahnstromschaltwerk Neckarwestheim und von diesem zum zentralen Unterwerk in Stuttgart-Zazenhausen (siehe Bahnstromleitung Neckarwestheim–Zazenhausen) sind abgesehen von einer Bahnrückstromleitung in Kreiensen die einzigen als Viererbündel ausgeführten Bahnstromleitungen.
Der vom Kernkraftwerk GKN II wegführende, mit 380 kV betriebene Drehstromkreis lief am 220-kV-Drehstromschaltwerk Neckarwestheim vorbei zum Umspannwerk Großgartach bei Heilbronn. Zum GKN führte noch eine einkreisige 110-kV-Leitung, die in der Schaltanlage des Kraftwerks Walheim ihren Ursprung nahm. Sie diente nicht dem Abtransport von im GKN erzeugter Leistung, sondern im Fall des Stillstands des GKN zu seiner Energieversorgung.
Bemerkenswert ist auch, dass Neckarwestheim und das GKN, mit Ausnahme einer (inzwischen demontierten) Lorenbahn zum Zementwerk in Lauffen, nie über einen Gleisanschluss an das Eisenbahnnetz verfügt haben.

### Bahnstromumrichterwerk
2010/2011 wurde südlich des Kraftwerkgeländes ein Bahnstromumrichterwerk mit 150 MW Leistung als Ersatz für das stillzulegende GKN I gebaut. Es wird durch ein 380-kV-Erdkabel vom GKN II gespeist.
Am Morgen des 23. März 2022 wurde in weiten Teilen Deutschlands der Schienengüterverkehr weitgehend eingestellt, nachdem es in Folge von Wartungsarbeiten in verschiedenen Kraftwerken und einem anschließenden Kraftwerksausfall zu einer Unterversorgung des Bahnstromnetzes kam. Laut einem Medienbericht sei eines der beiden dies auslösenden Kraftwerke das Atomkraftwerk Neckarwestheim gewesen.

## Sonstiges

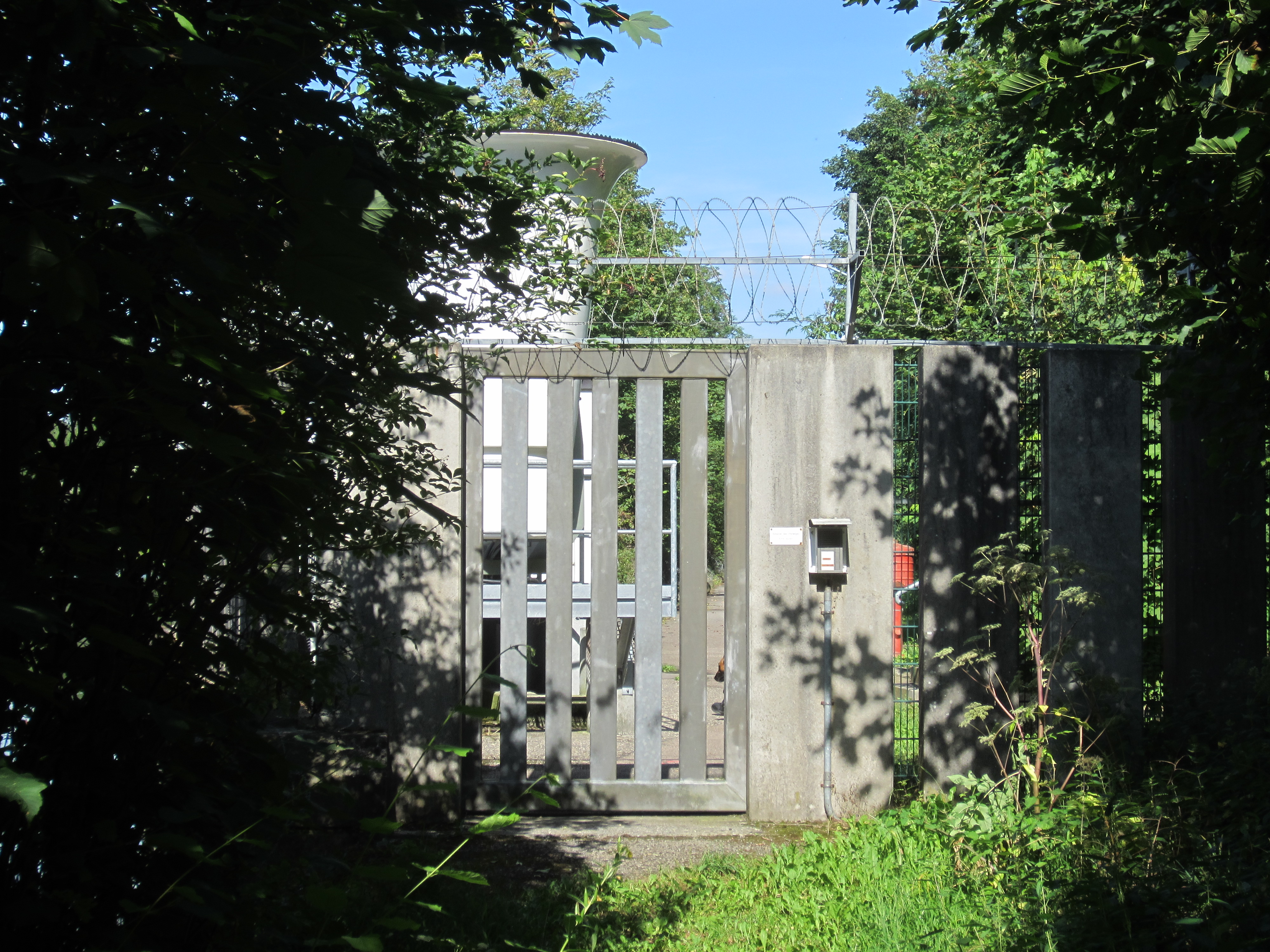
Neckaraufwärts liegender Durchgang des Uferwegs. Hinter dem Tor ist eine SODAR-Anlage zu sehen.

### Wegerecht

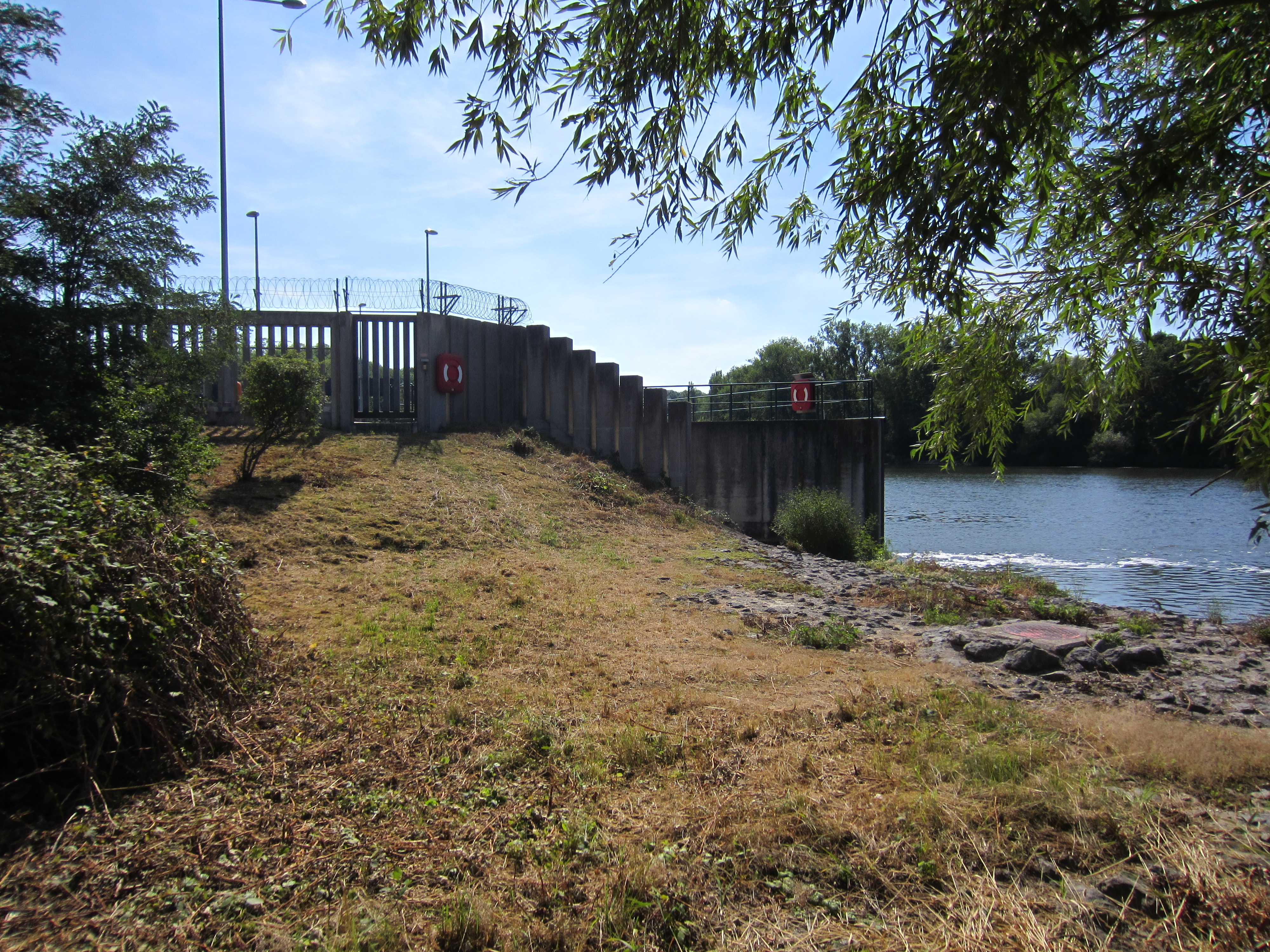
Neckarabwärts liegender Durchgang des Uferwegs

Am Ufer des Neckars verläuft ein alter Leinpfad durch das Werksgelände des Kraftwerks. Zur Sicherstellung des für diesen Pfad nach wie vor existierenden Wegerechtes ist am Neckarufer jeweils ein Tor im Sicherheitszaun, an dem man als Wanderer klingeln kann, um in Begleitung des GKN-Wachpersonals auf dem Weg das Betriebsgelände zu durchqueren. Die Initiative für den Erhalt des weniger als 500 Meter langen Weges über das Werksgelände ging bei den Planungen zum Bau des Kraftwerkes 1971 von Helmut Klass, dem damaligen Bürgermeister der Gemeinde Gemmrigheim, aus. In der Folge wurde der Erhalt des Weges durch eine Auflage des baden-württembergischen Wirtschaftsministeriums zu einer Bedingung für die Realisation des Bauprojektes. Aufgrund des laufenden Rückbaus des Block 1 war das Wegerecht zeitweise ausgesetzt.

### Bürgerstiftung

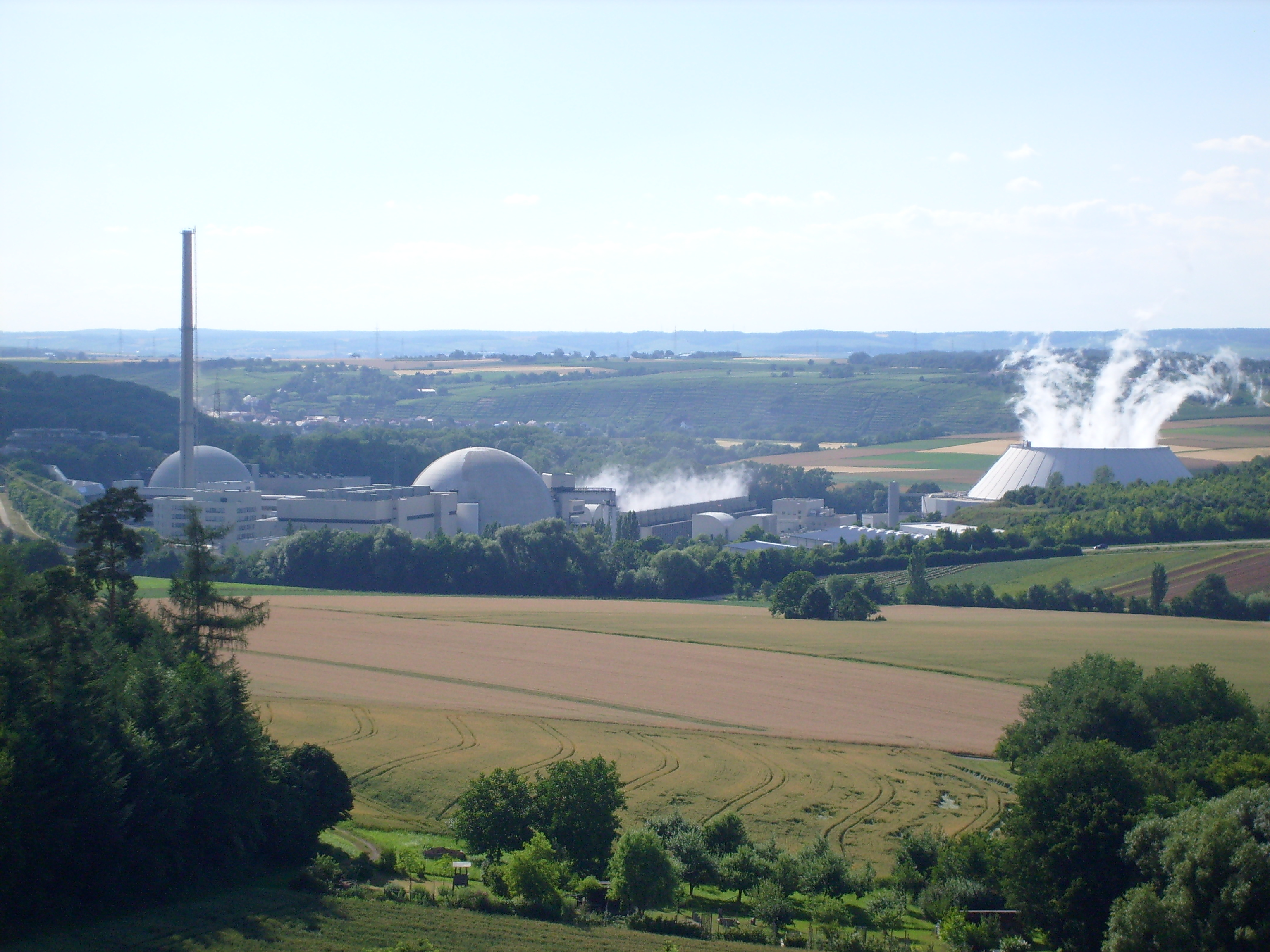
Das Kernkraftwerk Neckarwestheim, fotografiert von Schloss Liebenstein

Ende der 1980er Jahre, nach der Inbetriebnahme von GKN II, plante die Betreibergesellschaft des Kraftwerks, ein an das Kraftwerksgelände angrenzendes öffentliches Freibad zu bauen und zu betreiben. Dieses sollte mit Abwärme aus dem Kraftwerk beheizt werden und auch im Winter geöffnet sein. Da es unter den Einwohnern der Gemeinden Neckarwestheim und Gemmrigheim hierzu unterschiedliche Ansichten gab, beschlossen die Gemeinderäte der beiden Gemeinden, einen Bürgerentscheid über das Bad durchführen zu lassen. In Neckarwestheim votierten die Bürger mehrheitlich für das Bad, in Gemmrigheim gab es eine Mehrheit gegen das Bad. Es wurde ein Kompromiss gefunden: Die Betreibergesellschaft zahlte die geplanten Baukosten (veranschlagt waren rund 20 Mio. DM) in eine 1993 gegründete Bürgerstiftung ein. Durch die Zinserträge der Stiftung bekommen die Bürger von Neckarwestheim und Gemmrigheim gegen einen Betrag von 10 Euro Jahreskarten für die Freibäder mehrerer umliegender Gemeinden. Kinder bekommen die Karten für 5 Euro. Außerdem gibt es auch im Winter einen Shuttle-Service von und zu nahe gelegenen Hallenbädern.

### Protestaktion Greenpeace

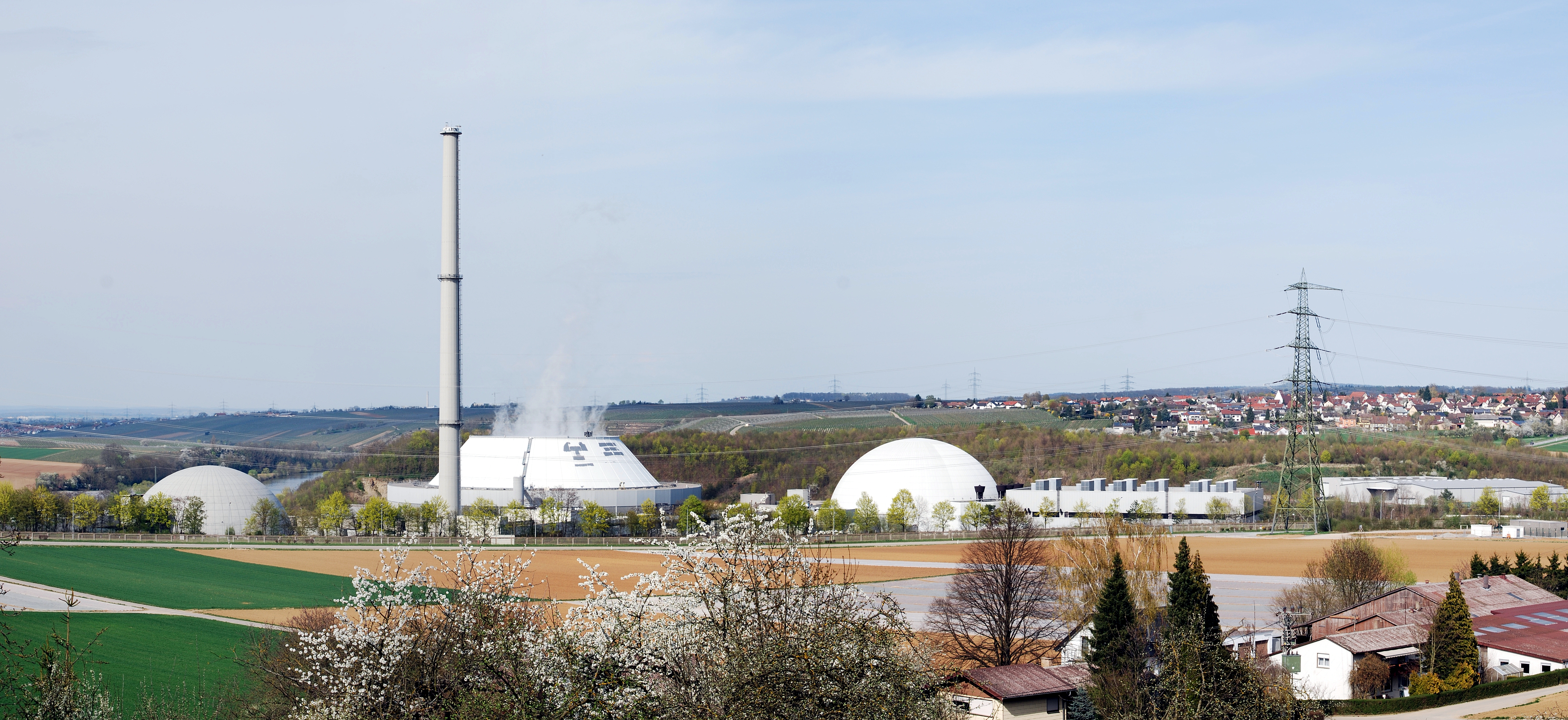
Panorama des Kraftwerks nach Protest und Unkenntlichmachung der Greenpeace-Aktion

Am 28. Februar 2011 besetzen Greenpeace-Aktivisten den Hybridkühlturm, um gegen Sicherheitsmängel im Block I zu demonstrieren. Dabei entrollten sie auch Transparente und malten einen Totenkopf mit dem Spruch „Atomkraft schadet dem Ländle“ an den Kühlturm. 28 Aktivisten ketteten sich am Kühlturm fest. 52 an der Aktion Beteiligte wurden festgenommen.